# 音楽家の一覧
音楽家の一覧（おんがくかのいちらん）は、音楽家の一覧。

## 実演家
- ミュージシャン一覧 (グループ)

### クラシック音楽
- クラシック音楽の演奏家一覧
- クラシック音楽の指揮者一覧

### ポピュラー音楽
- ポピュラー音楽の音楽家一覧
  - ポピュラー音楽の音楽家一覧 (個人)
  - ポピュラー音楽の音楽家一覧 (日本・個人)
  - ポピュラー音楽の音楽家一覧 (グループ)
  - ポピュラー音楽の音楽家一覧 (日本・グループ)
- ミュージシャン
  - フォークシンガー
  - シンガーソングライター
  - 演歌歌手
  - スタジオ・ミュージシャン
  - 音楽プロデューサー
  - トラックメイカー
  - うたのおねえさん
  - 27クラブ
  - ジャズ音楽家の一覧
  - ジャズ・ボーカリスト一覧
  - ロックミュージシャンの一覧
  - ヘヴィメタル・アーティストの一覧
  - 音楽ユニット
  - 声優ユニット
  - 日本のヒップホップ・ミュージシャン一覧
    - 日本のヒップホップDJ一覧
    - 日本のヒップホップMC一覧

  - 日本の男性アイドルグループの一覧
  - 日本の女性アイドルグループの一覧
  - 韓国のアイドルグループ一覧
  - ブリットポップ・ミュージシャンの一覧
  - 第1次ブリティッシュ・インヴェイジョン・アーティストの一覧
  - ボカロPの一覧
- バンド
  - ジャパニーズ・メタルバンドの一覧
  - ゴシックメタル・バンドの一覧
  - ニュー・メタル・バンドの一覧
  - ポストパンクのバンド一覧
  - ポストパンク・リバイバル・バンドの一覧
  - スカ・バンドの一覧
  - 日本のバンド一覧
  - 日本のロックバンド一覧
  - 和楽器奏者を含むポピュラー音楽グループの一覧
  - 解散した日本のバンド・グループ一覧
  - キーボード・トリオの派生バンド
- 細目別
  - 売れた音楽家の一覧
  - アメリカ合衆国で最も売れた音楽アーティスト一覧
  - グラミー賞受賞者一覧
  - ロックの殿堂入り受賞者の一覧
  - ユーロビジョン・ソング・コンテストの優勝者一覧
  - ローリング・ストーンの選ぶ歴史上最も偉大な100人のシンガー
  - ロックの殿堂入り受賞者の一覧
  - 売れたガール・グループの一覧
- 出演別
  - ザ・ベストテン登場歌手一覧
  - 夜のヒットスタジオ出演歌手一覧
  - 東京ドームコンサートを開催したミュージシャンの一覧

- 特定別
  - キングレコード在籍アーティスト一覧
  - ストラトヴァリウスの歴代メンバー一覧表
  - メガデスのメンバー一覧
  - レッド・ホット・チリ・ペッパーズのメンバーの一覧
  - IRCAMの関連人物一覧

### 楽器別演奏家
- ギタリストの一覧
- ベーシストの一覧
- ドラマーの一覧
- フルート奏者の一覧
- 日本のトロンボーン奏者の一覧
- ピアニスト、キーボーディスト、シンセサイザー奏者、ヴァイオリニスト、ヴィオリスト、チェリスト、チェンバリスト、ボカロP

## 制作者
- 作詞家一覧
- 編曲家一覧

### 作曲家
- 作曲家一覧
- 交響曲作曲家
- クラシック音楽の作曲家一覧
  - 中世西洋音楽の作曲家一覧
  - ルネサンス音楽の作曲家一覧
  - バロック音楽の作曲家一覧
  - 古典派音楽の作曲家一覧
  - ロマン派音楽の作曲家一覧
  - 近現代音楽の作曲家一覧
  - クラシック音楽の作曲家一覧 (五十音順)
  - 日本のクラシック音楽の作曲家一覧
  - 北中南米のクラシック音楽作曲家一覧
  - 女性作曲家の一覧
- オペラ作曲家一覧
- クラシックギター作曲家一覧
- 劇伴音楽の作曲家一覧
- アニメ音楽の作曲家一覧
- ゲーム音楽の作曲家一覧
- ニューエイジ・ミュージックの作曲家一覧

## 一覧のある記事
- ジャンル、ムーブメント
  - ウィンナ・ワルツ
  - 国民楽派
  - 印象主義音楽
  - 新ウィーン楽派
  - フュージョン
  - ニューミュージック
  - グループ・サウンズ
- ポピュラー音楽における名誉な愛称